# 990 до н. е.

## Події
- Почалось правління Абібала в Тиру.
- Завершилось правління Ахестрата із роду Агіадов і Єврипонта із роду Єврипонтидів у Спарті.